# Râul Valea Caldă, Valea lui Manole
Râul Valea Caldă este un curs de apă, afluent al râului Valea lui Manole. 

## Hărți
- Harta Munții Baiului  Arhivat în 15 iunie 2011, la Wayback Machine.
- Harta Munților Grohotiș [nefuncțională – arhivă]
- Harta județului Prahova